# カシオペヤ座矮小銀河
カシオペヤ座矮小銀河(Cassiopeia Dwarf)は、カシオペヤ座の方角に約258万光年の位置にある矮小楕円体銀河である。アンドロメダVIIとも言うが、アンドロメダ座7番星とは異なる。カシオペヤ座矮小銀河は局所銀河群の1つで、アンドロメダ銀河の伴銀河である。
カシオペヤ座矮小銀河は1998年に、ロシアとウクライナからなる天文学者のチームにより、ペガスス座矮小銀河とともに発見された。カシオペヤ座矮小銀河とペガスス座矮小銀河はアンドロメダ銀河の伴銀河の中で、アンドロメダ銀河から最も遠くに位置するが、重力の影響は受けていると推測されている。若くて重い恒星を持たず、近年の星形成の痕跡もない。100億歳以上の非常に古い星で占められている。